# لکسوس ال‌اف‌ای

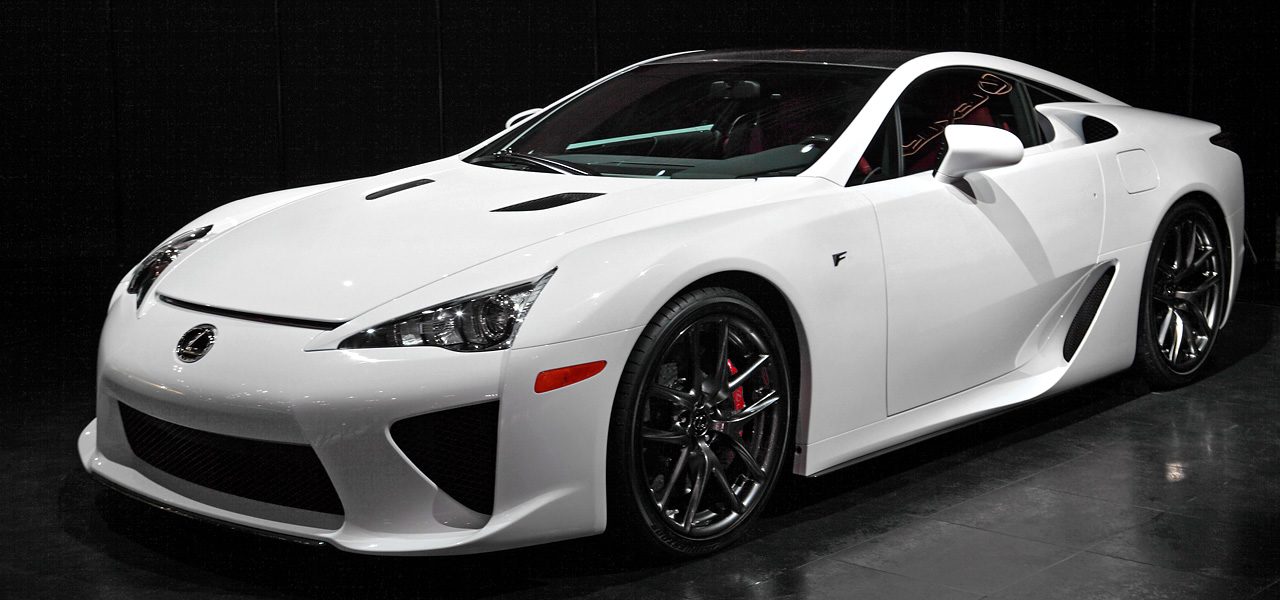

لکسوس ال‌اف‌ای (Lexus LFA) خودرویی اسپرت است که در سال های ۲۰۱۰_۲۰۱۲ در ژاپن تولید شده‌است. طول آن در حالت طبیعی ۴٬۵۰۵ میلیمتر (۱۷۷٫۴ اینچ)، عرض آن در حالت طبیعی ۱٬۸۹۵ میلیمتر (۷۴٫۶ اینچ) و ارتفاع آن در حالت طبیعی ۱٬۲۲۰ میلیمتر (۴۸ اینچ) و وزن آن در حالت طبیعی ۱٬۴۸۰–۱٬۵۸۰ کیلوگرم (۳٬۲۶۳–۳٬۴۸۳ پوند) است. سیستم جعبه دنده آن ۶ دنده به صورت دستی خودکار است. ال اف ای اواخر سال ۲۰۱۰ با قیمت پایه ۳۷۵٬۰۰۰ دلار وارد فاز تولید شد. به گفته ی جرمی کلارکسون، این خودرو یکی از بهترین خودرو های لکسوس بوده و دیگر نمی تواند دوباره مثل آن را تولید کند.